# Sender Dillberg

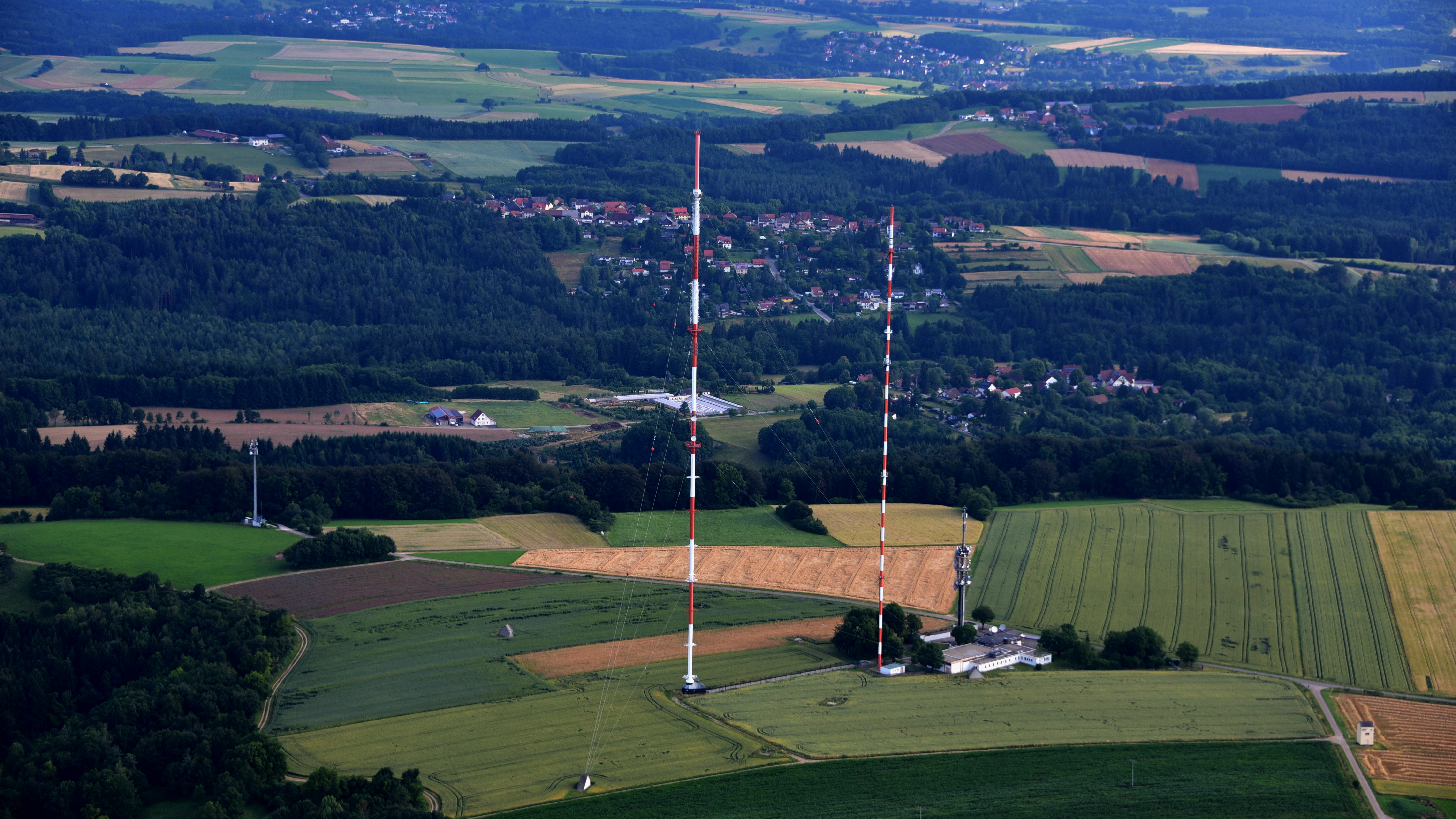
Sender Dillberg, Luftaufnahme (2016)

Der Sender Dillberg befindet sich auf dem 595 Meter hohen Dillberg. Der Bayerische Rundfunk betreibt hier seit 1955 eine Sendeanlage, die anfangs für UKW, seit 1956 auch als Fernsehsender genutzt wird. 1995 kam DAB hinzu und seit Mai 2005 wird Digitales Fernsehen in DVB-T-Norm abgestrahlt. Außerdem wurde auf Mittelwelle gesendet (1969–2015, zuvor war Nürnberg-Kleinreuth Standort des Mittelwellensenders). Der Sender war der zweite Grundnetzsender des Bayerischen Rundfunks nach dem Sender Wendelstein, der das Fernsehprogramm Das Erste ausstrahlte.
Als Antennenträger kommen zwei geerdete Sendemasten zum Einsatz. Auf der Spitze des 231 Meter hohen Hauptsendemastes sind die Antennen für DVB-T angebracht, darunter die Antennen für UKW und DAB, während die Mittelwellen-Reuse das untere Drittel belegte.
Daneben besteht seit 1956 ein weiterer Sendemast (Reservemast), der 1991 von 203 Meter auf 184 Meter reduziert wurde. Im Frühjahr 2005 wurde per Hubschrauber eine DVB-T-Antenne auf den Mast montiert. Dadurch wuchs der Sender auf 195 Meter. Weiterhin sind diverse Empfangsantennen und die Mittelwellen-Reserveantenne vorhanden.
Auf dem Sendergelände steht noch ein 62 Meter hoher Sendemast aus Beton (Baujahr 1986), der vor allem der Programmzuführung per Richtfunk und Ballempfang dient.
Am 11. April 2005 wurden die TV-Sendeantennen für DVB-T umgerüstet.
In den Jahren 2005–2009 war ein digitaler Kurzwellensender (DRM) in Betrieb. Die Georg-Simon-Ohm-Hochschule Nürnberg betrieb hier Grundlagenforschung für das digitale Übertragungssystem DRM.
Der Hauptsendemast des Sender Dillberg ist das höchste Bauwerk des Regierungsbezirks Oberpfalz und auch der höchste Sendemast des Bayerischen Rundfunks. Zudem ist der Sender Dillberg der dritthöchste Sender nach dem Fernmeldeturm Nürnberg und dem Olympiaturm in München auf bayerischem Gebiet.

## Frequenzen und Programme

### Analoger Hörfunk (UKW)
Beim Antennendiagramm sind im Falle gerichteter Strahlung die Hauptstrahlrichtungen in Grad angegeben. In UKW werden folgende Programme ausgestrahlt:
| Frequenz (in MHz) | Programm       | RDS PS            | RDS PI                | Regionalisierung       | ERP (in kW) | Antennendiagramm rund (ND)/gerichtet (D) | Polarisation horizontal (H)/vertikal (V) |
| ----------------- | -------------- | ----------------- | --------------------- | ---------------------- | ----------- | ---------------------------------------- | ---------------------------------------- |
| 88,9              | Bayern 1       | B1_Fran_ BAYERN_1 | D511 (regional), D311 | Franken                | 25          | ND                                       | H                                        |
| 104,5             | Bayern 1       | B1_NbOpf BAYERN_1 | D811 (regional), D311 | Niederbayern/Oberpfalz | 5           | D (20–310°)                              | H                                        |
| 92,3              | Bayern 2       | Bayern_2          | D312                  | -                      | 25          | ND                                       | H                                        |
| 97,9              | Bayern 3       | BAYERN_3          | D313                  | –                      | 25          | ND                                       | H                                        |
| 87,6              | BR-Klassik     | BR-KLASS          | D314                  | –                      | 25          | ND                                       | H                                        |
| 102,0             | BR24           | BR24____          | D315                  | –                      | 25          | ND                                       | H                                        |
| 100,6             | Antenne Bayern | ANTENNE_          | D318                  | –                      | 25          | ND                                       | H                                        |

### Digitaler Hörfunk (DAB)
DAB+ wird in vertikaler Polarisation und im Gleichwellenbetrieb mit anderen Sendern ausgestrahlt.
| Block                        | Programme | ERP (in kW) | Antennendiagramm rund (ND)/gerichtet (D) | Gleichwellennetz (SFN) |
| ---------------------------- | --- | ----------- | ---------------------------------------- | --- |
| 5C DR Deutschland (D__00188) | DAB+ Block der Media Broadcast: - Absolut relax (72 kbps) - Dlf (104 kbps) - Dlf Kultur (112 kbps) - Dlf Nova (104 kbps) - DRadio DokDeb (48 kbps) - Energy Digital (72 kbps) - ERF Plus (64 kbps) - Klassik Radio (72 kbps) - Radio Bob (72 kbps) - Radio Horeb (48 kbps) - Radio Schlagerparadies (64 kbps) - Schwarzwaldradio (64 kbps) - sunshine live (72 kbps) - DRadio Daten (32 kbps Daten) - EPG Deutschland (16 kbps Daten) - TPEG (16 kbps Daten) - TPEG_MM (16 kbps Daten)                         | 10          | ND                                       | - Baden-Württemberg: Aalen, Baden-Baden (Fremersberg), Bad Mergentheim, Blauen, Brandenkopf, Donaueschingen, Feldberg im Schwarzwald, Freiburg (Vogtsburg-Totenkopf), Geislingen (Oberböhringen), Großerlach (Hohe Brach), Heidelberg (Königstuhl), Heilbronn (Schweinsberg), Hochrhein (Rickenbach), Hornisgrinde, Pforzheim (Schömberg-Langenbrand), Raichberg, Ravensburg (Höchsten), Reutlingen, Stuttgart (Frauenkopf), Ulm (Kuhberg) - Bayern: Amberg (Hirschau), Aschaffenburg (Pfaffenberg), Augsburg (Hotelturm), Bad Tölz (Gaißach), Bamberg (Geisberg), Büttelberg, Brotjacklriegel, Dillberg, Grünten, Herzogstand, Hochberg (Traunstein), Hoher Bogen, Inntal (Ebbs), Ingolstadt (Gelbelsee), Kreuzberg/Rhön, Landshut (Altdorf), München (Olympiaturm), Nennslingen (Büchelberg), Nürnberg, Oberammergau, Ochsenkopf, Passau, Pfänder, Pfaffenhofen, Pfarrkirchen, Pfronten, Regensburg (Hohe Linie), Unterringingen, Untersberg, Wendelstein (Bayrischzell), Würzburg (Frankenwarte) - Berlin: Berlin (Alexanderplatz), Berlin (Scholzplatz) - Brandenburg: Bad Belzig, Booßen, Brandenburg/Havel, Calau, Casekow, Cottbus, Eisenhüttenstadt, Petkus, Pritzwalk, Templin - Bremen: Bremen (Walle), Bremerhaven-Schiffdorf - Hamburg: Hamburg (Moorfleet), Hamburg (Heinrich-Hertz-Turm) - Hessen: Bad Hersfeld (Rimberg), Biedenkopf (Sackpfeife), Fulda (Hummelskopf), Frankfurt (Europaturm), Gelnhausen (Schnepfenkopf), Gießen (Dünsberg), Großer Feldberg, Hardberg, Hohe Wurzel, Hoher Meißner, Kassel (Habichtswald), Mainz-Kastel - Mecklenburg-Vorpommern: Garz (Rügen), Güstrow, Malchin, Neubrandenburg-Süd, Rostock (Toitenwinkel), Röbel, Schwerin (Zippendorf-Gr.Dreesch), Torgelow, Wismar/Rüggow, Züssow - Niedersachsen: Aurich-Popens, Braunschweig (Broitzem), Braunschweig (Drachenberg), Cuxhaven-Stadt, Dannenberg, Göttingen (Bovenden-Osterberg), Hannover (Telemax), Lingen, Lüneburg-Neu Wendhausen, Molbergen-Peheim, Osnabrück (Bramsche-Schleptruper Egge), Hildesheim (Sibbesse), Steinkimmen, Uelzen, Visselhövede, Wilhelmshaven - Nordrhein-Westfalen: Aachen (Karlshöhe), Bielefeld (Hünenburg), Bonn (Venusberg), Dortmund (Florianturm), Düsseldorf (Rheinturm), Eggegebirge, Herscheid, Hochsauerland (Hunau), Hürtgenwald-Großhau, Köln (Colonius), Langenberg, Lügde-Rischenau (Köterberg), Minden (Jakobsberg), Münster (Fernmeldeturm), Schöppingen, Siegen-Süd, Wesel - Rheinland-Pfalz: Bad Kreuznach (Schanzenkopf), Bad Marienberg (Westerwald), Bornberg, Daun (Eifel), Edenkoben (Kalmit), Heckenbach-Schöneberg (Ahrweiler), Idar-Oberstein, Kaiserslautern, Kettrichhof, Koblenz (Kühkopf), Trier (Petrisberg) - Saarland: Merzig-Merchingen, Saarbrücken (Schoksberg) - Sachsen: Chemnitz, Dresden, Geyer, Leipzig, Löbau, Neustadt, Oschatz, Schöneck, Zwickau Ost - Sachsen-Anhalt: Brocken, Burg, Dequede, Petersberg, Pettstädt (Weißenfels), Schneidlingen, Wittenberg - Schleswig-Holstein: Bungsberg, Flensburg, Heide, Helgoland, Hennstedt, Kiel (Kronshagen), Lübeck (Stockelsdorf), Schleswig, Niebüll (Süderlügum), Westerland (Sylt) - Thüringen: Bleßberg (Sonneberg), Erfurt-Hochheim, Gera, Inselsberg, Jena (Oßmaritz), Kulpenberg, Saalfeld (Remda), Lobenstein (Sieglitzberg), Weimar (Ettersberg) |
| 6C Oberpfalz (D__00415)      | DAB-Block des Bayerischen Rundfunks: - Bayern 1 (Mainfranken) (96 kbps) - Bayern 1 (Schwaben) (96 kbps) - BR24live (64 kbps, Mono) - Radio Teddy (72 kbps) - egoFM (72 kbps) - gong.fm (72 kbps) - Charivari (R) (72 kbps) - Charivari (NM) (72 kbps) - Charivari (SAD) (72 kbps) - Charivari (CHA) (72 kbps) - Charivari (KEH) (72 kbps) - Radio Galaxy (AM/WEN) (72 kbps) - Radio Ramasuri (72 kbps) - Arabella Bayern (96 kbps) - Rock Antenne Bayern (72 kbps) - BR EPG (8 kbps) - SPI Oberpfalz (24 kbps) | 25          | ND                                       | Altenstadt, Amberg (Hirschau), Amberg-Süd, Dillberg, Fuchsmühl, Geigant, Hoher Bogen, Hohe Linie (Regensburg), Kelheim, Ochsenkopf, Pfreimd, Schönsee (Drechselberg), Weigendorf |
| 8C Mittelfranken (D__00327)  | DAB-Block des Bayerischen Rundfunks - Bayern 1 (Mainfranken) (96 kbps) - Bayern 1 (Schwaben) (96 kbps) - BR24live (64 kbps, Mono) - BR Verkehr (16 kbps, Mono) - Radio Teddy (72 kbps) - egoFM (72 kbps) - Radio 8 (72 kbps) - Galaxy Mittelfranken (72 kbps) - Arabella Bayern (96 kbps) - Rock Antenne Bayern (72 kbps) - BR EPG (8 kbps) | 11,5        | ND                                       | Büttelberg, Dillberg, Hesselberg, Hersbruck, Nürnberg (Fernmeldeturm), Rothenburg ob der Tauber, Treuchtlingen, Weißenburg |
| 10C Nuernberg (D__99042)     | DAB-Block der Bayern Digital Radio : - Radio Gong 97,1 (88 kbps) - Energy Nürnberg (80 kbps) - 98.6 Charivari (88 kbps) - Mein Lieblingsradio (88 kbps) - Hit Radio N1 (88 kbps) - Radio F (88 kbps) - Radio Z (80 kbps) - Star FM (80 kbps) - max neo (88 kbps) - Mega Radio Mix (80 kbps) - Pirate Gong (88 kbps) - N90 4 Beat (88 kbps) | 10          | ND                                       | Dillberg, Nürnberg (Fernmeldeturm) |
| 11D BR Bayern (D__00165)     | DAB-Block des Bayerischen Rundfunks: - Bayern 1 (Oberbayern) (96 kbps) - Bayern 1 (Niederbayern/Oberpfalz) (96 kbps) - Bayern 1 (Franken) (96 kbps) - Bayern 2 (96 kbps) - Bayern 3 (96 kbps) - BR-Klassik (144 kbps) - BR24 (72 kbps, Mono) - BR Schlager (96 kbps) - Puls (96 kbps) - BR Heimat (128 kbps) - BR Verkehr (16 kbps, Mono) - Antenne Bayern (80 kbps) - BR EPG (8 kbps Daten) - ARD TPEG (24 kbps)                                                                                              | 6           | ND                                       | - Unterfranken: Alzenau (Hahnenkamm), Burgsinn (Main-Spessart), Dettelbach, Ebern, Gemünden, Hammelburg, Kreuzberg (Rhön), Miltenberg-Wenschdorf, Neustadt am Main, Obernburg am Main, Ostheim/Heidelberg, Pfaffenberg (Aschaffenburg), Schweinfurt (Schonungen), Volkach, Wertheim, Würzburg (Frankenwarte), Zeil am Main - Oberfranken: Bad Steben, Bamberg (Geisberg), Burgwindheim (geplant), Coburg (Eckardtsberg), Hof (Labyrinthberg), Kronach, Kulmbach, Ludwigsstadt (Ebersdorf), Ochsenkopf (Fichtelgebirge), Pegnitz - Mittelfranken: Büttelberg, Hesselberg, Hersbruck, Nürnberg (Fernmeldeturm), Rothenburg ob der Tauber, Treuchtlingen, Weißenburg - Oberpfalz: Altenstadt, Amberg (Hirschau), Amberg-Süd, Dillberg (Neumarkt), Fuchsmühl, Geigant, Hoher Bogen (Furth im Wald), Hohe Linie (Regensburg), Kallmünz (geplant), Pfreimd, Schönsee (Drechselberg), Weigendorf - Niederbayern: Brotjacklriegel, Deggendorf (Aletsberg), Dingolfing, Einödriegel, Kelheim, Landshut (Altdorf), Mainburg, Mallersdorf-Pfaffenberg, Oberfrauenwald, Passau (Kühberg), Pfarrkirchen, Rattenberg, Rotthalmünster, Viechtach (Weigelsberg) (geplant), Vilsbiburg - Schwaben: Augsburg (Hotelturm), Augsburg (Welden), Balderschwang (Oberberg), Grünten, Hühnerberg (Harburg), Markt Wald, Memmingen, Pfänder (Vorarlberg), Pfronten (Breitenberg), Ulm (Kuhberg) - Oberbayern: Bad Tölz (Gaißach), Berchtesgaden (Jenner), Eichstätt, Fürstenfeldbruck (Schöngeising), Gelbelsee, Herzogstand (Fahrenbergkopf), Hochberg (Traunstein), Hohenpeißenberg, Inntal (Ebbs), Isen, München-Freimann, München-Ismaning, München (Olympiaturm), Neuötting, Oberammergau (Laber), Pfaffenhofen (Wolfsberg), Pfaffenhofen (BR), Reit im Winkl, Untersberg (Salzburg), Tegernseer Tal (Wallberg), Wasserburg am Inn (Koblberg), Wendelstein (Bayrischzell) |

### Digitales Fernsehen (DVB-T2 HD)
| Kanal | Frequenz (in MHz) | Multiplex                | Programme im Multiplex                                                                   | ERP (in kW) | Antennen- diagramm rund (ND)/gerichtet (D) | Polarisation horizontal (H)/vertikal (V) | Modulations- verfahren | FEC | Guard- intervall | Bitrate (in MBit/s) | SFN                            |
| ----- | ----------------- | ------------------------ | ---------------------------------------------------------------------------------------- | ----------- | ------------------------------------------ | ---------------------------------------- | ---------------------- | --- | ---------------- | ------------------- | ------------------------------ |
| 55    | 746               | ARD Digital BR-Bouquet 1 | - Das Erste (BR) - ARTE - Phoenix - One                                                  | 50          | ND                                         | V                                        | 16-QAM                 | 2/3 | 1/4              | 13,27               | Dillberg, Büttelberg, Nürnberg |
| 47    | 682               | BR-Bouquet 2 Nordbayern  | - Bayerisches Fernsehen (Franken) - ARD-alpha - MDR Fernsehen (Thüringen) - hr-fernsehen | 50          | ND                                         | V                                        | 16-QAM                 | 2/3 | 1/4              | 13,27               | Dillberg, Büttelberg, Nürnberg |
| 34    | 578               | ZDFmobil-Bouquet         | - ZDF - 3sat - KiKA (6–21 Uhr) / ZDFneo (21–6 Uhr) - ZDFinfo                             | 50          | ND                                         | V                                        | 16-QAM                 | 2/3 | 1/4              | 13,27               | Dillberg, Nürnberg             |

## Ehemalige Frequenzen

### Analoges Fernsehen (PAL)
Bis zur Umstellung auf DVB-T am 30. Mai 2005 wurde vom Sender Dillberg folgendes Programm in analogem PAL gesendet:
| Kanal | Frequenz (MHz) | Programm                     | ERP (kW) | Sendediagramm rund (ND)/ gerichtet (D) | Polarisation horizontal (H)/ vertikal (V) |
| ----- | -------------- | ---------------------------- | -------- | -------------------------------------- | ----------------------------------------- |
| 6     | 182,25         | Das Erste (BR)               | 100      | ND                                     | H                                         |
| 26    | 511,25         | ZDF                          | 0,1      | D                                      | V                                         |
| 51    | 711,25         | Bayerisches Fernsehen (Nord) | 0,1      | D                                      | V                                         |

### Digitale Mittel- und Kurzwelle (DRM)
Digitale Mittel- und Kurzwelle (DRM):
| Programm                                            | Frequenz  | ERP     |
| --------------------------------------------------- | --------- | ------- |
| biteXpress (bis 30. Sept. 2015) (BR MW-Abschaltung) | 909 kHz   | 0,1 kW  |
| Campus Radio Nürnberg (bis 31. Mai 2009)            | 26000 kHz | 0,08 kW |

### Analoges Radio (MW)
Am 30. September 2015 erfolgte die Abschaltung des Mittelwelle-Senders.
| \| Frequenz (kHz) \| Programm \| Regionalisierung \| EMRP (kW) \| Sendediagramm rund (ND)/gerichtet (D) \| Polarisation horizontal (H)/vertikal (V) \| \| -------------- \| ----------- \| ---------------- \| --------- \| ------------------------------------- \| ---------------------------------------- \| \| 801 \| Bayern plus \| – \| 17 \| ND \| V \| |             |                  |           |                                       |                                          |
| Frequenz (kHz) | Programm    | Regionalisierung | EMRP (kW) | Sendediagramm rund (ND)/gerichtet (D) | Polarisation horizontal (H)/vertikal (V) |
| 801 | Bayern plus | –                | 17        | ND                                    | V                                        |